# Ouges
Ouges is een gemeente in het Franse departement Côte-d'Or (regio Bourgogne-Franche-Comté). De plaats maakt deel uit van het arrondissement Dijon. Ouges telde op 1 januari 2022 1.505 inwoners.

## Geografie
De oppervlakte van Ouges bedroeg op 1 januari 2022 12,1 vierkante kilometer; de bevolkingsdichtheid was toen 124,4 inwoners per km².
De onderstaande kaart toont de ligging van Ouges met de belangrijkste infrastructuur en aangrenzende gemeenten.

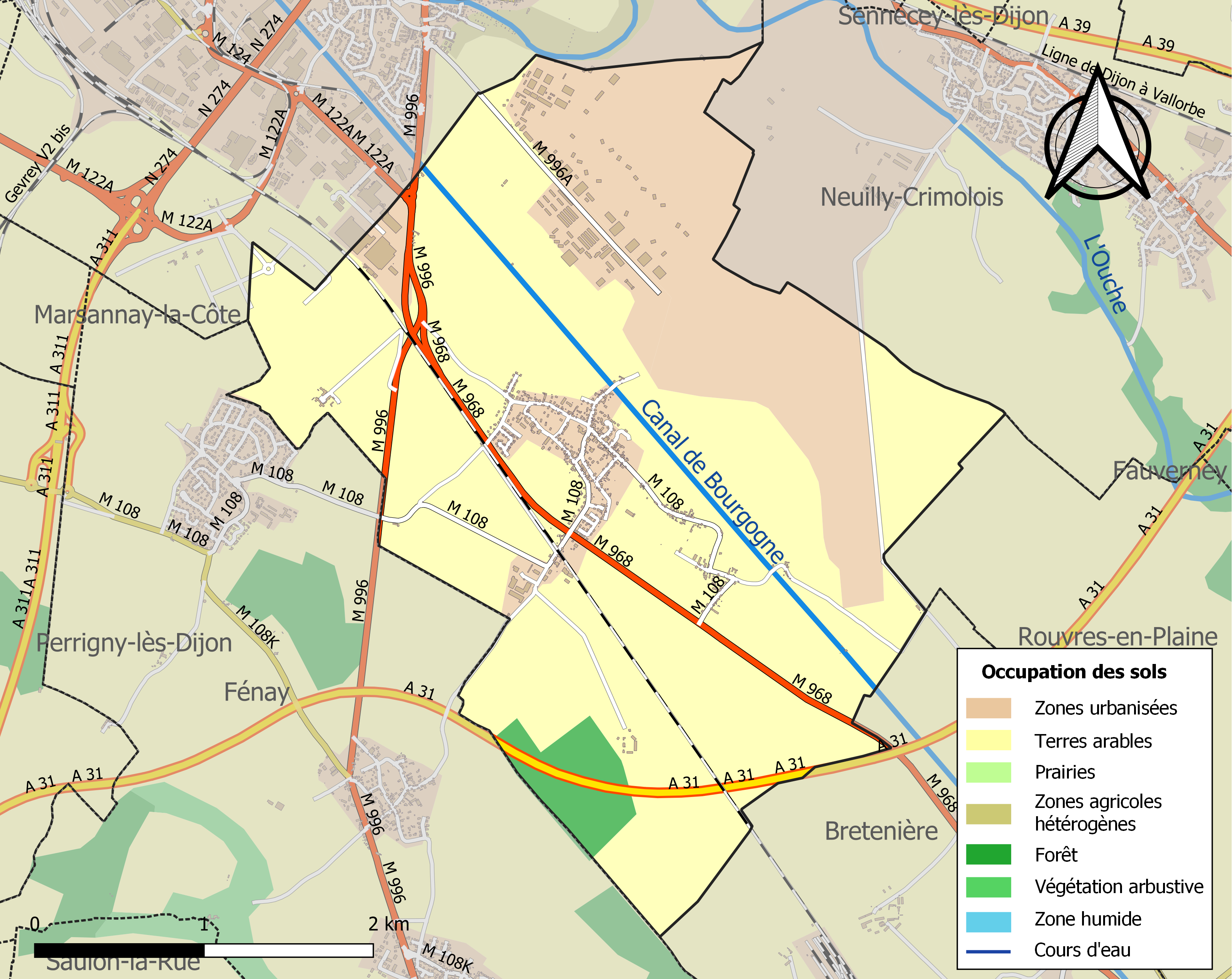

## Demografie
Onderstaande figuur toont het verloop van het inwonertal (bron: INSEE-tellingen).